# Тульчинська округа
Тульчинська округа — одиниця адміністративного поділу Української СРР, що існувала з березня 1923 по липень 1930 року. Адміністративний центр — місто Тульчин.

## Склад округи
Утворена 7 березня 1923 року з центром у Тульчині в складі Подільської губернії.
На момент створення до складу округи входили 13 районів:
- Брацлавський — Брацлав
- Вапнярський — Вапнярка
- Великокісницький — Велика Кісниця. Розформований 3 червня 1925 року.[2]
- Кам'янський — Кам'янка
- Крижопільський — Крижопіль
- М'ястківський — М'ястківка
- Ободівський — Ободівка
- Піщанський — Піщанка
- Томашпільський — Томашпіль
- Тростянецький — Тростянець
- Тульчинський — Тульчин
- Чечельницький — Чечельник
- Шпиківський — Шпиків

Постановою 3-ї сесії ВУЦВК VIII скликання від 12 жовтня 1924 р. в складі УСРР було створено Молдавську АСРР (столиця — м. Балта). З Тульчинського округу відійшла більша частина Кам'янського району (з містечками Кам'янкою та Рашковом) та частина населених пунктів Великокісницького району (Окницька та Грушківська сільради).
3 червня 1925 року межі округи змінилися таким чином:
- Приєднані Бершадський, Гайсинський, Джулинський, Ладижинський, Ольгопільський і Соболівський райони розформованої Гайсинської округи.
- Село Шура-Метлицька Ситковецького району розформованої Гайсинської округи ввійшло до складу Гайсинського району.
- Великокісницький район розформований:
  - Села Трибусівка, Трибусівська Слобідка[3], Казенна і Грабарівка ввійшли до складу Піщанського району.
  - Решта розформовуваного району за винятком сіл, що відійшли до АМСРР, ввійшли до складу Ямпільського району Могилівської округи.

За даними на 1 січня 1926 року округа ділилась на 17 районів: Бершадський, Брацлавський, Вапнярський, Гайсинський, Джулинський, Крижопільський, Ладижинський, М'ястківський, Ободівський, Ольгопільський, Піщанський, Соболівський, Томашпільський, Тростянецький, Тульчинський, Чечельницький та Шпиківський.
1 липня 1930 року розформована:
- Бершадський, Гайсинський, Джулинський, Ладижинський, Ольгопільський, Соболівський та Тульчинський райони приєднані до Уманської округи.
- Брацлавський, Вапнярський, Крижопільський, М'ястківський, Ободівський, Піщанський, Томашпільський, Тростянецький, Чечельницький та Шпиківський райони приєднані до Вінницької округи.

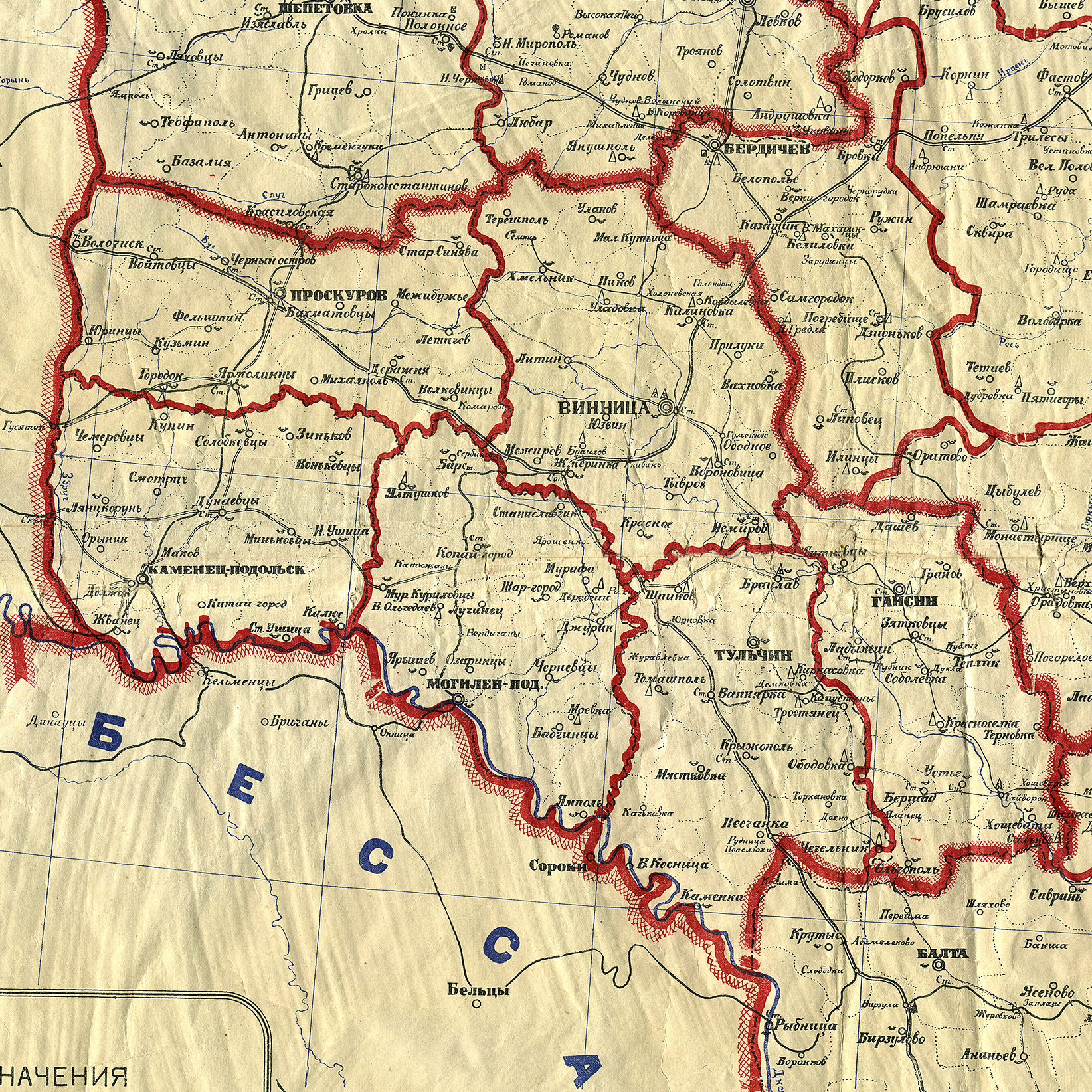
Карта Тульчинської округи у складі Подільської губернії, 1923
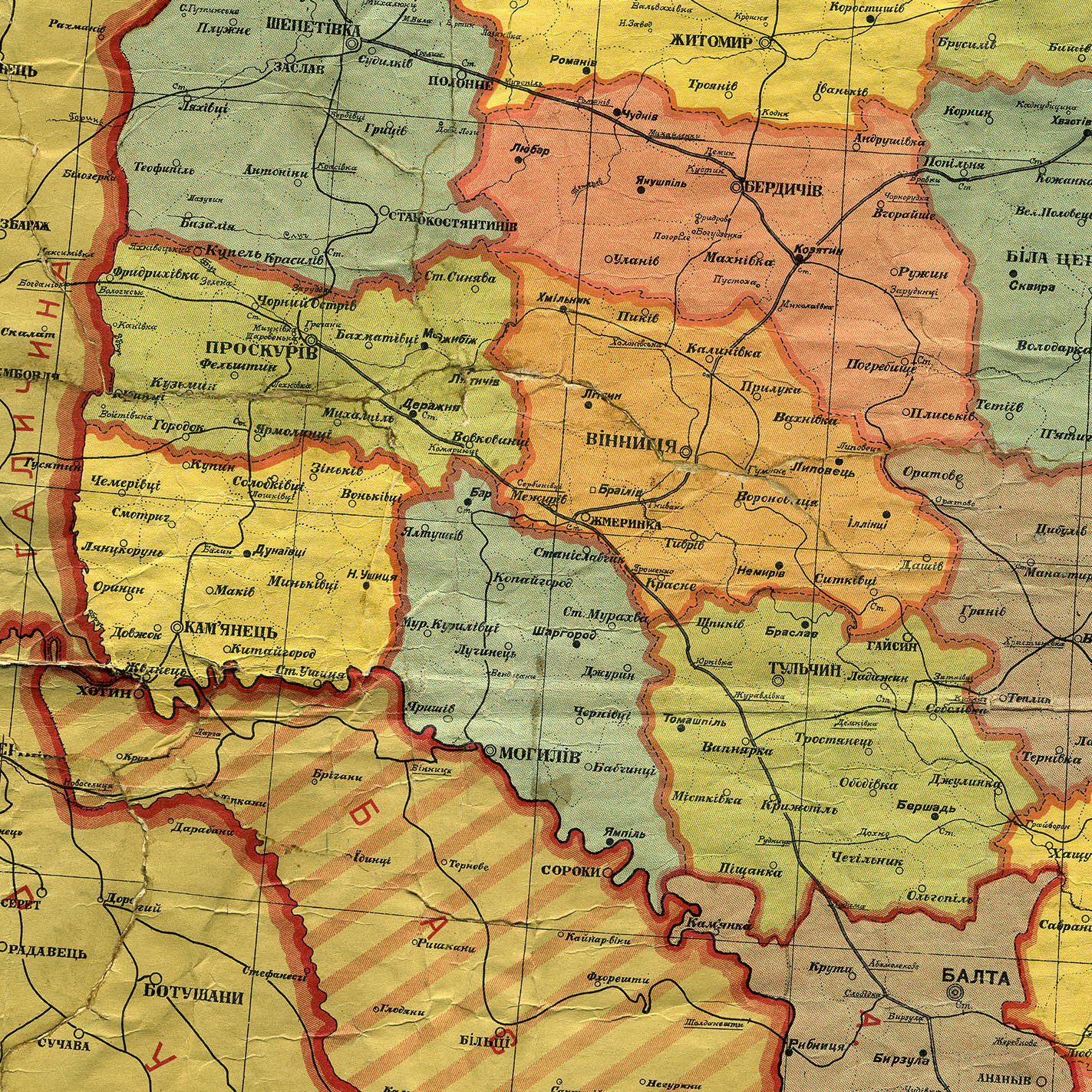
Карта Тульчинської округи, адміністративні межі станом на 1 жовтня 1925
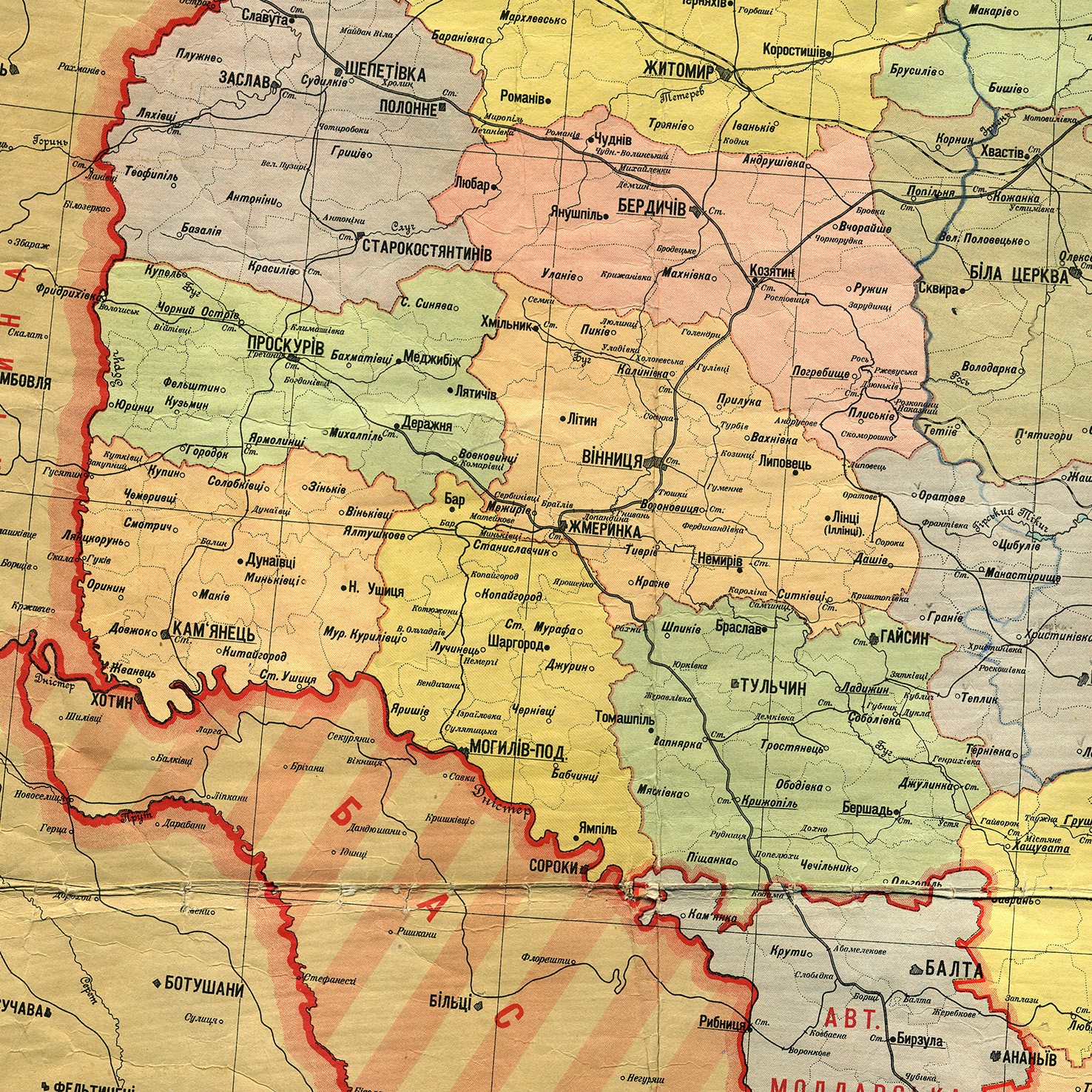
Карта Тульчинської округи, адміністративні межі станом на 1 березня 1927

## Національний склад
За даними перепису 1926 року чисельність населення становила 706,2 тис. осіб. У тому числі українці — 89,7%; євреї — 6,8%; поляки — 1,6%; росіяни — 1,6%.
Населення та національний склад районів округи за переписом 1926 року
|                      | населення | українці | євреї | поляки | росіяни | інші |
| -------------------- | --------- | -------- | ----- | ------ | ------- | ---- |
| м. Тульчин           | 17 391    | 47,9     | 44,3  | 1,4    | 5,3     | 1,1  |
| Бершадський район    | 51 792    | 80,4     | 13,9  | 1,0    | 4,3     | 0,4  |
| Брацлавський район   | 40 437    | 83,6     | 4,6   | 6,5    | 5,1     | 0,2  |
| Вапнярський район    | 40 959    | 90,2     | 3,6   | 0,9    | 4,3     | 1,0  |
| Гайсинський район    | 54 930    | 86,4     | 9,7   | 0,8    | 2,6     | 0,5  |
| Джулинський район    | 35 672    | 97,7     | 1,3   | 0,4    | 0,4     | 0,2  |
| Крижопільський район | 39 075    | 90,0     | 7,5   | 1,0    | 1,1     | 0,4  |
| Ладижинський район   | 37 828    | 92,9     | 6,0   | 0,4    | 0,5     | 0,1  |
| Мястківський район   | 37 092    | 92,9     | 4,6   | 2,0    | 0,2     | 0,2  |
| Ободівський район    | 34 657    | 95,4     | 3,2   | 0,6    | 0,5     | 0,4  |
| Ольгопільський район | 39 899    | 92,5     | 4,6   | 2,5    | 0,2     | 0,2  |
| Піщанський район     | 55 380    | 91,9     | 6,5   | 0,7    | 0,5     | 0,4  |
| Соболівський район   | 31 163    | 93,7     | 4,6   | 0,9    | 0,4     | 0,4  |
| Томашпільський район | 39 750    | 90,6     | 8,5   | 0,3    | 0,3     | 0,2  |
| Тростянецький район  | 39 957    | 94,1     | 4,1   | 0,8    | 0,7     | 0,4  |
| Тульчинський район   | 37 172    | 95,6     | 0,5   | 3,5    | 0,3     | 0,2  |
| Чечельницький район  | 36 906    | 89,0     | 6,6   | 3,0    | 1,2     | 0,3  |
| Шпиківський район    | 36 468    | 91,7     | 4,9   | 2,2    | 0,8     | 0,5  |
| Тульчинська округа   | 706 528   | 89,6     | 6,8   | 1,6    | 1,6     | 0,4  |

## Мовний склад
Рідна мова населення Тульчинської округи за переписом 1926 року
|                      | населення | українська | єврейська | російська | польська | інша |
| -------------------- | --------- | ---------- | --------- | --------- | -------- | ---- |
| м. Тульчин           | 17 391    | 44,6       | 42,2      | 11,2      | 1,0      | 1,0  |
| Бершадський район    | 51 792    | 80,3       | 13,7      | 4,6       | 0,7      | 0,7  |
| Брацлавський район   | 40 437    | 88,6       | 4,5       | 5,5       | 1,1      | 0,2  |
| Вапнярський район    | 40 959    | 90,7       | 3,5       | 4,8       | 0,3      | 0,7  |
| Гайсинський район    | 54 930    | 85,5       | 9,2       | 4,1       | 0,7      | 0,5  |
| Джулинський район    | 35 672    | 97,6       | 1,3       | 0,6       | 0,3      | 0,2  |
| Крижопільський район | 39 075    | 89,9       | 7,2       | 2,1       | 0,5      | 0,3  |
| Ладижинський район   | 37 828    | 92,8       | 6,0       | 0,8       | 0,2      | 0,2  |
| М'ястківський район  | 37 092    | 93,9       | 4,5       | 0,5       | 0,9      | 0,2  |
| Ободівський район    | 34 657    | 95,3       | 3,1       | 0,6       | 0,5      | 0,5  |
| Ольгопільський район | 39 899    | 94,6       | 4,6       | 0,4       | 0,2      | 0,2  |
| Піщанський район     | 55 380    | 92,1       | 6,1       | 1,1       | 0,5      | 0,3  |
| Соболівський район   | 31 163    | 93,6       | 4,5       | 0,6       | 0,9      | 0,4  |
| Томашпільський район | 39 750    | 90,5       | 8,2       | 0,6       | 0,2      | 0,4  |
| Тростянецький район  | 39 957    | 93,8       | 3,9       | 1,3       | 0,6      | 0,4  |
| Тульчинський район   | 37 172    | 98,8       | 0,4       | 0,3       | 0,3      | 0,2  |
| Чечельницький район  | 36 906    | 91,3       | 6,5       | 1,3       | 0,7      | 0,3  |
| Шпиківський район    | 36 468    | 92,9       | 4,7       | 1,0       | 0,9      | 0,4  |
| Тульчинська округа   | 706 528   | 90,3       | 6,6       | 2,2       | 0,6      | 0,4  |

## Керівники округи

### Відповідальні секретарі окружного комітетуКП(б)У
- Паскар Т. В. (1924—1924),
- Одегов Микола Васильович (1924—.10.1925),
- Логинов Федір Савелійович (.10.1925—.03.1926),
- Сабашников Михайло Миколайович (.09.1926—.12.1926),
- Марченко Федір Романович (.12.1926—6.08.1929),
- Оскерко М. (6.08.1929—1930),
- Сірко Іван Миколайович (1930—.09.1930).

### Голови окружного виконавчого комітету
- Плис Іван Іванович (1923—1923),
- Руттер Олександр Михайлович (1923—1924),
- Шихватов (1924—1925),
- Голубятніков Михайло Данилович (.03.1925—1927),
- Самойлов Михайло Миронович (1927—1929),
- Лусь Альфред Іванович, в.о. (1929—1930),
- Гладкий Степан Онупрійович (1930—.08.1930)